# Salto del Tequendama
Salto del Tequendama je vodopád v Kolumbii. Nachází se na řece Bogotá v departementu Cundinamarca 30 km jihozápadně od hlavního města Bogotá, jeho nadmořská výška činí 2385 m. Vodopád je tvořen jediným stupněm vysokým 132 m a má šířku 23 m. Stav vody se snížil poté, co byla v El Charquito vybudována vodní elektrárna.
Vodopád leží nedaleko archeologického naleziště Tequendama, které bylo osídleno již před dvanácti tisíci lety. Salto del Tequendama hraje významnou roli v mytologii domorodého etnika Muisců.
V blízkosti vodopádů se nachází budova bývalého luxusního hotelu, která slouží jako muzeum zaměřené na místní přírodu. Lokalita patří k největším turistickým atrakcím v Kolumbii, problémem je ale mimořádné znečištění vody, neboť do řeky teče většina splašků z osmimilionové aglomerace hlavního města. Místo je rovněž neblaze proslulé enormním množstvím sebevražd.